# Parque internacional de la Paz Waterton-Glacier
El Parque Internacional de la Paz Waterton-Glacier es el nombre que recibe la unión del parque nacional de los Glaciares en Estados Unidos y el parque nacional Waterton Lakes en Canadá. Ambos parques han sido declarados Reserva de la Biosfera por la Unesco y la unión es Patrimonio de la Humanidad desde 1995.
La unión de los parques se logró gracias a los esfuerzos del Rotary International de Montana y Alberta. Fue el primer Parque Internacional de Paz del mundo, simbolizando la paz y amistad entre los dos países. Esta categoría también se encuentra en el Parque Internacional La Amistad que comparten Costa Rica y Panamá. 